# Von Delacroix bis Picasso

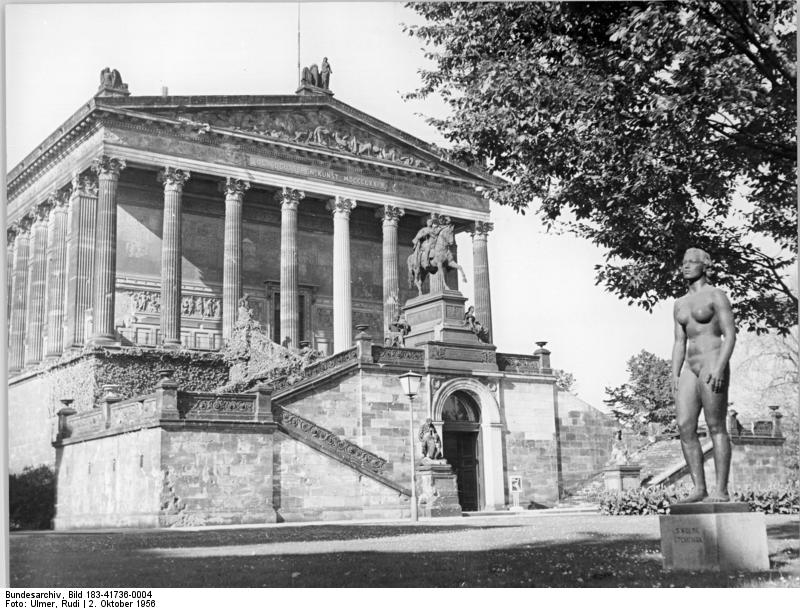
Ort der Ausstellung: Nationalgalerie auf der Museumsinsel (heute als Alte Nationalgalerie bezeichnet), Foto von 1956

Von Delacroix bis Picasso hieß eine Ausstellung, die 1965 in der Nationalgalerie in Ost-Berlin gezeigt wurde. Gemäß ihrem Untertitel präsentierte sie Ein Jahrhundert französischer Malerei, wobei die Werke der beiden Künstler Eugène Delacroix und Pablo Picasso den zeitlichen Rahmen markierten. Die Ausstellung fiel in eine Aufbruchphase der DDR-Kulturpolitik und spiegelt auf Museumsebene eine Annäherung zwischen den beiden deutschen Staaten.

## Hintergrund der Ausstellung
Vom 4. September bis zum 20. Oktober 1965 fand in der Nationalgalerie auf der Museumsinsel in Ost-Berlin die Ausstellung Von Delacroix bis Picasso: Ein Jahrhundert französischer Malerei statt. Die von der Kunsthistorikerin Vera-Maria Ruthenberg konzipierte Übersichtsschau knüpfte bewusst an das Wirken der ehemaligen Museumsdirektoren Hugo von Tschudi und Ludwig Justi an, die sich besonders für den Erwerb von Kunst aus Frankreich eingesetzt hatten. So gelang es Tschudi beispielsweise 1900 das Gemälde Mühle von Pontoise von Paul Cézanne für das Museum zu gewinnen. Die Nationalgalerie war damit das erste Museum, das noch zu Lebzeiten ein Werk des Malers ankaufte, worauf Ruthenberg ausdrücklich im Katalog zur Ausstellung hinwies. Während es Tschudi vor allem gelang, Werke des französischen Impressionismus für die Nationalgalerie zu sichern, darunter Bilder von Édouard Manet, Claude Monet, Pierre-Auguste Renoir und Edgar Degas, konnte sein Nachfolger Justi nach dem Ersten Weltkrieg die Sammlung um Arbeiten des Post-Impressionismus, beispielsweise Gemälde von Vincent van Gogh, erweitern. Durch das Wirken der beiden Direktoren gab es in der Nationalgalerie eine umfassende Sammlung französischer Malerei des 19. und des beginnenden 20. Jahrhunderts. Dies änderte sich jedoch nach der Machtübernahme der Nationalsozialisten. So wurden 1936 einzelne Kunstwerke des französischen Impressionismus verkauft, um mit den Geldern ein Werk des deutschen Caspar David Friedrich anzukaufen. Im Zusammenhang mit der Ausstellung Entartete Kunst 1937 gingen der Sammlung zahlreiche weitere Werke verloren und wenig später wurde Gemälde von Vincent van Gogh zur Devisenbeschaffung aus der Nationalgalerie entfernt. Im Zweiten Weltkrieg wurde die Nationalgalerie geschlossen und die Bestände ausgelagert. Das Museumsgebäude erlitt im Krieg schwere Beschädigungen.
Justi, den die Nationalsozialisten aus dem Amt entfernt hatten, wurde nach dem Krieg Generaldirektor der Staatlichen Museen. Unter seiner Leitung konnten 1949 die ersten zehn Räume der Nationalgalerie wiedereröffnet werden. Wichtige Werke der Sammlung standen Justi allerdings nicht zur Verfügung. Teile waren in die Bundesrepublik ausgelagert, andere Objekte befanden sich in der Sowjetunion. Allgemein konzentrierte sich die DDR-Kulturpolitik auf die Förderung der Kunst des Sozialistischen Realismus. Nach Justis Tod 1957 übernahm seine Mitarbeiterin Vera-Maria Ruthenberg die Leitung der Nationalgalerie, deren Ausstellungsfläche ab 1959 wieder vollständig zur Verfügung stand. Zwischenzeitlich kamen 1958 aus der Sowjetunion Werke des 19. und 20. Jahrhunderts in die Nationalgalerie zurück. Die vormals umfangreichen Bestände französischer Werke der Sammlung waren jedoch zwischen Ost- und West-Berlin geteilt. Während die Gemälde von Manet, Monet und Renoir zunächst im  Schloss Charlottenburg in West-Berlin gezeigt wurden, kehrten Bilder von Degas und Cézanne in das Stammhaus auf der Museumsinsel zurück.
Voraussetzung für die Ausstellung Von Delacroix bis Picasso im Jahr 1965 war neben dem wiederhergestellten Gebäude und der teilweisen Rückkehr der eigenen Sammlung zudem eine veränderte DDR-Kulturpolitik. In den 1950er Jahren war die politische und kulturelle Ausrichtung auf die Sowjetunion geprägt, mit dem Bau der Berliner Mauer 1961 verstärkte sich die Abschottungspolitik in Richtung Westen. Dies änderte sich Mitte der 1960er Jahre mit einer kulturellen Öffnung in verschiedenen Bereichen. Zwei internationale Ausstellungen des Jahres 1965 sollten nicht zuletzt dazu beitragen, „die lang vermisste Weltläufigkeit hinter der Mauer“ herzustellen. Dies waren zum einen die Biennale der Ostseeländer als Forum der neuen Kunst in Rostock, zum anderen die Schau Von Delacroix bis Picasso in der Berliner Nationalgalerie. Die Bedeutung der Berliner Ausstellung wurde nicht nur in Zeitschriften herausgestellt, sondern auch in der DDR-Wochenschau Der Augenzeuge unterstrichen.
Der Titel Von Delacroix bis Picasso und die damit verbundene programmatische zeitliche Festlegung waren nicht neu. Beispielsweise zeigte 1925 die Berliner Kunsthandlung Hugo Perls ein Zusammenstellung mit dem Titel Von Delacroix bis Picasso: hundert Gemälde, Aquarelle und Zeichnungen französischer Meister des XIX. Jahrhunderts und 1961 präsentierte das Volkswagenwerk in der Wolfsburger Stadthalle die Ausstellung Französische Malerei von Delacroix bis Picasso. Allen Ausstellungen gemeinsam ist nicht nur der zeitliche Rahmen, auch die Einordnung von Künstlern wie dem Spanier Pablo Picasso oder dem Niederländer Vincent van Gogh zur französischen Kunst findet sich übereinstimmend wieder. Dies entspricht dem geografischen Wirkungsfeld dieser Künstler in Frankreich. Insbesondere das Werk von Pablo Picasso wurde in der sozialistischen Kulturpolitik der 1950er Jahre noch als „formalistisch“ abgelehnt und war nur selten in Ausstellungen zu sehen.
Angesichts des zur Verfügung stehenden geringen eigenen Bestandes war die Ost-Berliner Nationalgalerie vor allem auf Leihgaben angewiesen. Besonders umfangreiche Ausleihen gab es aus den Museen in Prag und Budapest, die zahlreiche ihrer bedeutenden Werke französischer Malerei nach Berlin schickten. Hinzu kamen Ausleihen aus anderen Städten der DDR und aus weiteren sozialistischen Ländern wie Polen und der Sowjetunion. Weitere Leihgeber waren Museen in Helsinki und Wien. Die staatlichen französischen Sammlungen übersandten zudem einige ausgewählte Werke, was bei der Thematik der Ausstellung naheliegend erscheint. Eher ungewöhnlich war die hohe Beteiligung westdeutscher Museen. Zwar kamen wenige Jahre nach dem Bau der Mauer aus ideologischen Gründen Ausleihen aus West-Berlin nicht in Betracht, aber die Museen in Hamburg, Bremen, Essen, Wuppertal, Köln, Stuttgart und München sandten Gemälde nach Ost-Berlin, was als gute Zusammenarbeit zwischen deutschsprachigen Kollegen, aber auch als Zeichen des allgemeinen politischen Wandels gesehen werden kann.

## Liste der ausgestellten Werke
Nachfolgende Liste führt alle in der Ausstellung gezeigten Werke auf. Die Angaben beziehen sich dabei auf denen des Ausstellungskataloges. Teilweise wurde die Titelbezeichnung der neuen Rechtschreibung angepasst (Beispiel: Stillleben statt Stilleben), bei fehlenden Jahresangaben erscheint das Kürzel o. J. (ohne Jahresangabe). Die Museumsangaben wurden in Einzelfällen den heutigen Standorten angepasst (Musée d’Orsay statt Louvre) und Städtenamen ergänzt (Leningrad, Ost-Berlin). Alle anderen Angaben entsprechen den Katalogeinträgen.
| Bild | Maler                     | Titel                                       | Jahr         | Sammlung, Ort                               |
| ---- | ------------------------- | ------------------------------------------- | ------------ | ------------------------------------------- |
|      | Pierre Bonnard            | Mutter mit Kind                             | 1894         | Ungarische Nationalgalerie, Budapest        |
|      | Pierre Bonnard            | Ein Speisezimmer                            | 1908         | Ungarische Nationalgalerie, Budapest        |
|      | Pierre Bonnard            | Gespräch in der Provence                    | 1912         | Nationalgalerie Prag                        |
|      | Pierre Bonnard            | Strand                                      | o. J.        | Nationalmuseum, Posen                       |
|      | Eugène Boudin             | Küstenlandschaft mit Kühen                  | 1880         | Galerie der Stadt Liberec, Liberec          |
|      | Eugène Boudin             | Küstenlandschaft bei Finistère              | 1880         | Galerie der Stadt Liberec, Liberec          |
|      | Eugène Boudin             | Dorf mit Fluss und Brücke                   | um 1885      | Galerie der Stadt Liberec, Liberec          |
|      | Georges Braque            | Stillleben mit Geige und Glas               | um 1910/11   | Nationalgalerie Prag                        |
|      | Georges Braque            | Stillleben mit Gitarre I                    | um 1920–1922 | Nationalgalerie Prag                        |
|      | Georges Braque            | Stillleben mit Weintrauben                  | nach 1920    | Nationalgalerie Prag                        |
|      | Georges Braque            | Stillleben mit Gitarre II                   | um 1920–1922 | Nationalgalerie Prag                        |
|      | Eugène Carrière           | Mutterschaft                                | um 1890      | Ungarische Nationalgalerie, Budapest        |
|      | Paul Cézanne              | Stillleben mit Früchten und Geschirr        | um 1871/72   | Nationalgalerie, Berlin (Ost)               |
|      | Paul Cézanne              | Der Viadukt von L’Estaque                   | um 1882/83   | Ateneum, Helsinki                           |
|      | Paul Cézanne              | Das Büfett                                  | um 1873–1877 | Ungarische Nationalgalerie, Budapest        |
|      | Paul Cézanne              | Das Haus in Aix                             | um 1886/87   | Nationalgalerie Prag                        |
|      | Paul Cézanne              | Mühle an der Couleuvre bei Pontoise         | um 1881      | Nationalgalerie, Berlin (Ost)               |
|      | Paul Cézanne              | An den Ufern der Marne                      | 1888         | Eremitage, Sankt Petersburg (Leningrad)     |
|      | Paul Cézanne              | Stillleben mit Blumen und Früchten          | um 1888–1890 | Nationalgalerie, Berlin (Ost)               |
|      | Paul Cézanne              | Die Badenden                                | um 1890      | Puschkin-Museum, Moskau                     |
|      | Paul Cézanne              | Joachim Gasquet                             | um 1896/97   | Nationalgalerie Prag                        |
|      | Marc Chagall              | Zirkus                                      | 1927         | Nationalgalerie Prag                        |
|      | Théodore Chassériau       | Die Tänzerin Pétra Camara                   | um 1890      | Ungarische Nationalgalerie, Budapest        |
|      | Camille Corot             | Wald in Fontainebleau                       | 1842         | Nationalgalerie Prag                        |
|      | Camille Corot             | Erinnerung an Coubron                       | 1872         | Ungarische Nationalgalerie, Budapest        |
|      | Camille Corot             | Castel Gandolfo                             | um 1845–1850 | Ungarische Nationalgalerie, Budapest        |
|      | Camille Corot             | Bauernhof im Wald                           | 1873         | Nationalgalerie Prag                        |
|      | Camille Corot             | Junges Mädchen mit Blumen                   | um 1868–1870 | Ungarische Nationalgalerie, Budapest        |
|      | Gustave Courbet           | Der Verwunderte (Selbstbildnis)             | um 1844      | Österreichische Galerie Belvedere, Wien     |
|      | Gustave Courbet           | Dame auf der Terrasse                       | 1858         | Wallraf-Richartz-Museum, Köln               |
|      | Gustave Courbet           | Frauenkopf                                  | 1857         | Nationalgalerie Prag                        |
|      | Gustave Courbet           | Felsenlandschaft                            | um 1862      | Ungarische Nationalgalerie, Budapest        |
|      | Gustave Courbet           | Die Quelle                                  | 1864         | Ungarische Nationalgalerie, Budapest        |
|      | Gustave Courbet           | Die Welle                                   | 1870         | Kunsthalle Bremen                           |
|      | Gustave Courbet           | Das Mühlenwehr                              | 1866         | Nationalgalerie, Berlin (Ost)               |
|      | Gustave Courbet           | Apfelstillleben                             | 1871         | Bayerische Staatsgemäldesammlungen, München |
|      | Gustave Courbet           | Meeresstrand                                | 1867         | Nationalmuseum Warschau                     |
|      | Gustave Courbet           | Der Neuenburger See                         | um 1875      | Ungarische Nationalgalerie, Budapest        |
|      | Gustave Courbet           | Landschaft mit Baum                         | um 1868      | Ungarische Nationalgalerie, Budapest        |
|      | Charles-François Daubigny | Flussufer                                   | 1869         | Ungarische Nationalgalerie, Budapest        |
|      | Charles-François Daubigny | Bei Villerville                             | 1873         | Ungarische Nationalgalerie, Budapest        |
|      | Honoré Daumier            | Eine Familie auf der Barrikade von 1848     | nach 1860    | Nationalgalerie Prag                        |
|      | Honoré Daumier            | Die Last                                    | nach 1860    | Nationalgalerie Prag                        |
|      | Edgar Degas               | Selbstbildnis mit B. E. de Valernes         | um 1864      | Louvre (heute: Musée d’Orsay), Paris        |
|      | Edgar Degas               | Unterhaltung                                | um 1884      | Nationalgalerie, Berlin (Ost)               |
|      | Edgar Degas               | Dame mit Opernglas                          | um 1877      | Galerie Neue Meister, Dresden               |
|      | Edgar Degas               | Balletttänzerin                             | 1891         | Hamburger Kunsthalle                        |
|      | Eugène Delacroix          | Tote Mutter mit Kind                        | 1824         | Nationalgalerie Prag                        |
|      | Eugène Delacroix          | Pantherjagd                                 | um 1850      | Nationalgalerie Prag                        |
|      | Eugène Delacroix          | Bildnis des Frédéric Villot                 | 1832         | Nationalgalerie Prag                        |
|      | Eugène Delacroix          | Tiger und Löwe                              | um 1850      | Nationalgalerie Prag                        |
|      | Eugène Delacroix          | Der Marokkaner und sein Pferd               | 1857         | Ungarische Nationalgalerie, Budapest        |
|      | Eugène Delacroix          | Die Vertreibung des Heliodor aus dem tempel | um 1857      | Nationalgalerie Prag                        |
|      | Eugène Delacroix          | Der Kampf Jakobs mit dem Engel              | um 1857      | Nationalgalerie Prag                        |
|      | Maurice Denis             | Mutterglück                                 | um 1903      | Ungarische Nationalgalerie, Budapest        |
|      | André Derain              | Stillleben mit Krug                         | um 1911/12   | Nationalgalerie Prag                        |
|      | André Derain              | Sitzende Frau im Hemd                       | um 1923      | Nationalgalerie Prag                        |
|      | Raoul Dufy                | Hafen                                       | 1908         | Nationalgalerie, Berlin (Ost)               |
|      | Raoul Dufy                | Stillleben                                  | um 1923      | Nationalgalerie Prag                        |
|      | Henri Fantin-Latour       | Selbstbildnis                               | 1858         | Nationalgalerie, Berlin (Ost)               |
|      | Henri Fantin-Latour       | Die Frau des Künstlers                      | 1883         | Nationalgalerie, Berlin (Ost)               |
|      | Henri Fantin-Latour       | Blumenstillleben                            | o. J.        | Nationalgalerie Prag                        |
|      | Eugène Fromentin          | Das Araberlager                             | 1871         | Ungarische Nationalgalerie, Budapest        |
|      | Paul Gauguin              | Winterlandschaft                            | 1879         | Ungarische Nationalgalerie, Budapest        |
|      | Paul Gauguin              | Zwei Frauen von Tahiti                      | 1892         | Galerie Neue Meister, Dresden               |
|      | Paul Gauguin              | Bonjour, Monsieur Gauguin                   | 1889         | Nationalgalerie Prag                        |
|      | Paul Gauguin              | Die Liebenden (Die Flucht)                  | 1902         | Nationalgalerie Prag                        |
|      | Paul Gauguin              | Schwarze Schweine                           | 1891         | Ungarische Nationalgalerie, Budapest        |
|      | Vincent van Gogh          | Früchtestillleben                           | um 1888/89   | Galerie Neue Meister, Dresden               |
|      | Vincent van Gogh          | Grünes Getreidefeld                         | um 1888/89   | Nationalgalerie Prag                        |
|      | Édouard Manet             | Die Freundin von Baudelaire                 | 1862         | Ungarische Nationalgalerie, Budapest        |
|      | Édouard Manet             | Dame in Rosa                                | 1881         | Galerie Neue Meister, Dresden               |
|      | Édouard Manet             | Erschießung                                 | 1871         | Folkwang Museum, Essen                      |
|      | Albert Marquet            | Der Place de la Trinité in Paris            | um 1910      | Eremitage, Sankt Petersburg (Leningrad)     |
|      | Albert Marquet            | Marseille im Winter                         | nach 1930    | Nationalgalerie Prag                        |
|      | Henri Matisse             | Spanisches Stillleben                       | 1911         | Eremitage, Sankt Petersburg (Leningrad)     |
|      | Henri Matisse             | Joaquina                                    | um 1913      | Nationalgalerie Prag                        |
|      | Jean-François Millet      | Die Reisigträgerinnen                       | um 1858      | Eremitage, Sankt Petersburg (Leningrad)     |
|      | Jean-François Millet      | Blick auf den Puy-de Dôme                   | um 1870      | Ungarische Nationalgalerie, Budapest        |
|      | Jean-François Millet      | Die Ebene von Cailly mit Egge und Pflug     | 1866         | Österreichische Galerie Belvedere, Wien     |
|      | Claude Monet              | Das Pfirsichglas                            | um 1866      | Galerie Neue Meister, Dresden               |
|      | Claude Monet              | Damen in Blumen                             | 1875         | Nationalgalerie Prag                        |
|      | Claude Monet              | Der Hafen von Trouville                     | 1870         | Ungarische Nationalgalerie, Budapest        |
|      | Claude Monet              | Blühende Apfelbäume                         | 1879         | Ungarische Nationalgalerie, Budapest        |
|      | Claude Monet              | Seineböschung bei Lavacourt                 | 1879         | Galerie Neue Meister, Dresden               |
|      | Claude Monet              | Seerosenteich                               | 1900         | Louvre (heute: Musée d’Orsay), Paris        |
|      | Claude Monet              | Meeresstrand bei Pourville                  | um 1882      | Nationalmuseum, Posen                       |
|      | Claude Monet              | Die Waterloo Bridge in London               | 1903         | Eremitage, Sankt Petersburg (Leningrad)     |
|      | Claude Monet              | Der Koch                                    | 1882         | Österreichische Galerie Belvedere, Wien     |
|      | Adolphe Monticelli        | Faust und Gretchen                          | um 1880      | Nationalgalerie Prag                        |
|      | Adolphe Monticelli        | Das Ständchen im Park                       | um 1880      | Nationalgalerie Prag                        |
|      | Adolphe Monticelli        | Masken                                      | um 1880      | Nationalgalerie Prag                        |
|      | Pablo Picasso             | Frauenkopf                                  | 1903         | Eremitage, Sankt Petersburg (Leningrad)     |
|      | Pablo Picasso             | Sitzender weiblicher Akt                    | 1906         | Nationalgalerie Prag                        |
|      | Pablo Picasso             | Die Frau von Mallorca                       | 1905         | Puschkin-Museum, Moskau                     |
|      | Pablo Picasso             | Selbstbildnis                               | 1907         | Nationalgalerie Prag                        |
|      | Pablo Picasso             | Weibliches Brustbild                        | 1907         | Nationalgalerie Prag                        |
|      | Pablo Picasso             | Stillleben mit Äpfeln                       | 1909/10      | Nationalgalerie Prag                        |
|      | Pablo Picasso             | Brücke                                      | 1909         | Nationalgalerie Prag                        |
|      | Pablo Picasso             | Erinnerung an Le Havre                      | 1912         | Nationalgalerie Prag                        |
|      | Pablo Picasso             | Frau im Lehnstuhl                           | 1910         | Nationalgalerie Prag                        |
|      | Pablo Picasso             | Stehender weiblicher Akt                    | 1921         | Nationalgalerie Prag                        |
|      | Camille Pissarro          | Wiesenlandschaft Saint Hilaire              | um 1863      | Ungarische Nationalgalerie, Budapest        |
|      | Camille Pissarro          | Der Garten in Eragny                        | 1880         | Nationalgalerie Prag                        |
|      | Camille Pissarro          | Landschaft mit pflügendem Bauern            | um 1868      | Kunsthalle Bremen                           |
|      | Camille Pissarro          | Seinebrücke in Paris                        | 1902         | Ungarische Nationalgalerie, Budapest        |
|      | Camille Pissarro          | Pontoise                                    | um 1867–1869 | Nationalgalerie Prag                        |
|      | Pierre Puvis de Chavannes | Maria Magdalena                             | 1897         | Ungarische Nationalgalerie, Budapest        |
|      | Odilon Redon              | Blumenstillleben                            | um 1909      | Von der Heydt-Museum, Wuppertal             |
|      | Pierre-Auguste Renoir     | Liebespaar                                  | 1875         | Nationalgalerie Prag                        |
|      | Pierre-Auguste Renoir     | Nach dem Bade                               | 1902         | Österreichische Galerie Belvedere, Wien     |
|      | Pierre-Auguste Renoir     | Mädchenbildnis                              | um 1890      | Ungarische Nationalgalerie, Budapest        |
|      | Augustin Théodule Ribot   | Stillleben                                  | um 1865      | Ungarische Nationalgalerie, Budapest        |
|      | Henri Rousseau            | Selbstbildnis                               | 1890         | Nationalgalerie Prag                        |
|      | Henri Rousseau            | Blick auf die Brücke in Sévres              | 1908         | Puschkin-Museum, Moskau                     |
|      | Théodore Rousseau         | Brücke bei Meudon                           | 1833         | Nationalgalerie Prag                        |
|      | Georges Seurat            | Der Hafen von Honfleur                      | 1886         | Nationalgalerie Prag                        |
|      | Paul Signac               | Die Seine bei Samois                        | 1901         | Nationalgalerie Prag                        |
|      | Alfred Sisley             | Brücke in Sèvres                            | 1877         | Nationalgalerie Prag                        |
|      | Alfred Sisley             | Flusslandschaft                             | um 1892      | Museum der bildenden Künste, Leipzig        |
|      | Alfred Sisley             | Fischstillleben                             | 1888         | Staatsgalerie Stuttgart                     |
|      | Henri de Toulouse-Lautrec | Im Moulin-Rouge                             | 1892         | Nationalgalerie Prag                        |
|      | Henri de Toulouse-Lautrec | Zwei Freundinnen                            | 1895         | Galerie Neue Meister, Dresden               |
|      | Henri de Toulouse-Lautrec | Die Unterhaltung                            | 1895         | Ungarische Nationalgalerie, Budapest        |
|      | Maurice Utrillo           | Die Vorstadtstraße                          | 1916         | Nationalgalerie Prag                        |
|      | Maurice Utrillo           | Eine Gasse mit Kirche                       | um 1930      | Ungarische Nationalgalerie, Budapest        |
|      | Maurice de Vlaminck       | Landschaft mit Pappeln                      | 1914         | Nationalgalerie Prag                        |
|      | Maurice de Vlaminck       | Stillleben                                  | um 1920      | Nationalgalerie, Berlin (Ost)               |
|      | Maurice de Vlaminck       | Dorfstraße                                  | 1914         | Nationalgalerie, Berlin (Ost)               |
|      | Maurice de Vlaminck       | Landschaft                                  | 1916         | Nationalgalerie Prag                        |